# Generador atmosférico de agua
Un generador atmosférico de agua es un dispositivo que extrae agua de aire ambiental húmedo. El vapor de agua en el aire puede ser extraído por condensación - enfriando el aire por debajo de su punto de rocío, exponiendo el aire a desecantes, o presurizando el aire. A diferencia de un deshumidificador, un generador de agua atmosférico está diseñado para convertir el agua en potable. Los generadores de agua atmosféricos son útiles donde el agua potable pura es difícil o imposible de obtener, porque casi siempre hay una pequeña cantidad de agua en el aire que puede ser extraída. Las dos técnicas primarias en uso son enfriamiento y desecantes.
La extracción de agua atmosférica puede requerir un consumo significativo de energía. Algunos métodos de generadores de agua atmosféricos son completamente pasivos, dependiendo de diferencias de temperatura natural, y no requieren ninguna fuente de energía externa. Estudios de biomimesis han mostrado que el escarabajo Stenocara gracilipes tiene la capacidad natural de realizar esta tarea.

## Historia

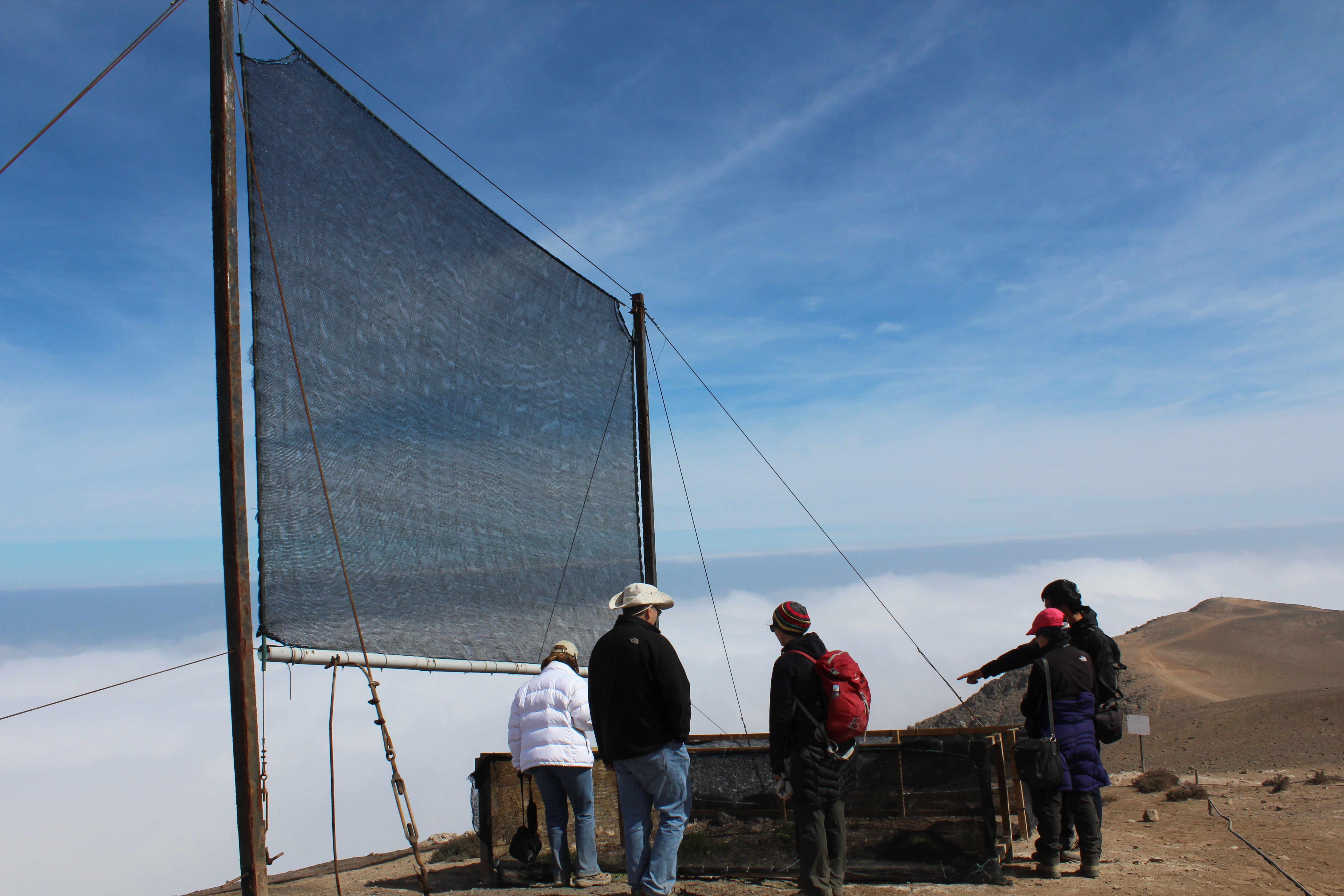
"Atrapanieblas" o colector de agua de niebla en Alto Patache, desierto de Atacama, Chile.

Los incas fueron capaces de mantener su cultura por encima de la línea de lluvia recogiendo rocío y canalizándolo a cisternas para distribución posterior. Registros históricos indican el uso de vallas de niebla recolectoras de agua. Estos métodos tradicionales normalmente han sido completamente pasivos, no requiriendo ninguna fuente de energía externa más que las variaciones naturales de temperatura.[cita requerida]
Varios inventores han desarrollado pozos de aire como una manera de recolectar pasivamente humedad del aire.

## Tecnologías modernas
Muchos generadores de agua atmosféricos operan de una manera muy similar a la de un deshumidificador: el aire pasa sobre una bobina enfriada, causando que el agua se condense. El índice de producción de agua depende de la temperatura ambiental, la humedad, el volumen de aire que pasa sobre la bobina, y la capacidad de la máquina para enfriar la bobina. Estos sistemas reducen la temperatura de aire, lo cual a su vez reduce la capacidad del aire de llevar vapor de agua. Esta es la tecnología más común  en uso, pero cuando es energizada por electricidad basada en carbón, tiene una de las peores huellas de carbono que cualquier otra fuente de agua (superando la desalinización de agua por ósmosis inversa por tres órdenes de magnitud) y demanda más de cuatro veces el agua arriba de la cadena de suministro que la que entrega al usuario.
Una tecnología disponible alterna usa desecantes líquidos o "húmedos", como cloruro de litio o bromuro de litio para extraer agua del aire vía procesos higroscópicos.  Una técnica similar propuesta combina el uso de desecantes sólidos, como gel de sílice y zeolita, con condensación por presión. Dispositivos directos generadores de agua potable de calidad que usan luz del sol también están bajo desarrollo.
Se dice que toma 310 Wh para obtener 1 litro de agua.

### Condensación por enfriamiento

Ejemplo de proceso de condensación por enfriamiento.

En un generador de agua atmosférica del tipo de condensación por enfriamiento, un compresor circula refrigerante a través de un condensador y a través de un serpentín o bobina evaporadora la cual enfría el aire que lo rodea. Esto baja la temperatura de aire a su punto de rocío, causando que el agua se condense. Un ventilador de velocidad controlada empuja el aire filtrado sobre la bobina. El agua resultante es entonces pasada a un tanque de almacenamiento con sistemas de purificación y filtración para ayudar a mantener el agua pura y reducir el riesgo provocado por virus y bacterias los cuales pueden ser recogidos del aire ambiental en el evaporador de bobina por el agua de la condensación.
El índice en el que el agua puede ser producida depende de la humedad relativa, la temperatura del aire ambiental y el tamaño del compresor. Los generadores de agua atmosférica se vuelven más eficaces al aumentar la humedad relativa y la temperatura del aire. Como criterio general, los generadores de agua atmosférica de enfriamiento por condensación no trabajan eficientemente cuando la temperatura cae debajo de 18.3 °C (65 °F) o la humedad relativa cae debajo del 12 %. Esto significa que son relativamente ineficientes cuando están localizados dentro de oficinas con aire acondicionado.  El coste-efectividad de un generador de agua atmosférico depende de la capacidad de la máquina, las condiciones de temperatura y humedad locales y el coste de energizar la unidad.
Se han hecho esfuerzos recientes intentando utilizar el efecto Peltier (efecto termoeléctrico) de materiales semiconductores en los cuales un lado del material se calienta mientras el otro lado se enfría. En esta aplicación, el aire es forzado sobre ventiladores de enfriamiento en el lado que enfría, lo cual baja la temperatura del aire a su punto de rocío, causando agua para condensar, el agua resultante es entonces recolectada. Debido a la naturaleza de estado sólido de los materiales semiconductor, son atractivos para unidades portátiles, aunque la baja eficacia de condensar el agua en humedad comúnmente experimentada está compuesta por el alto poder de consumo de los enfriadores Peltier coolers.[cita requerida]